# Říše Ming

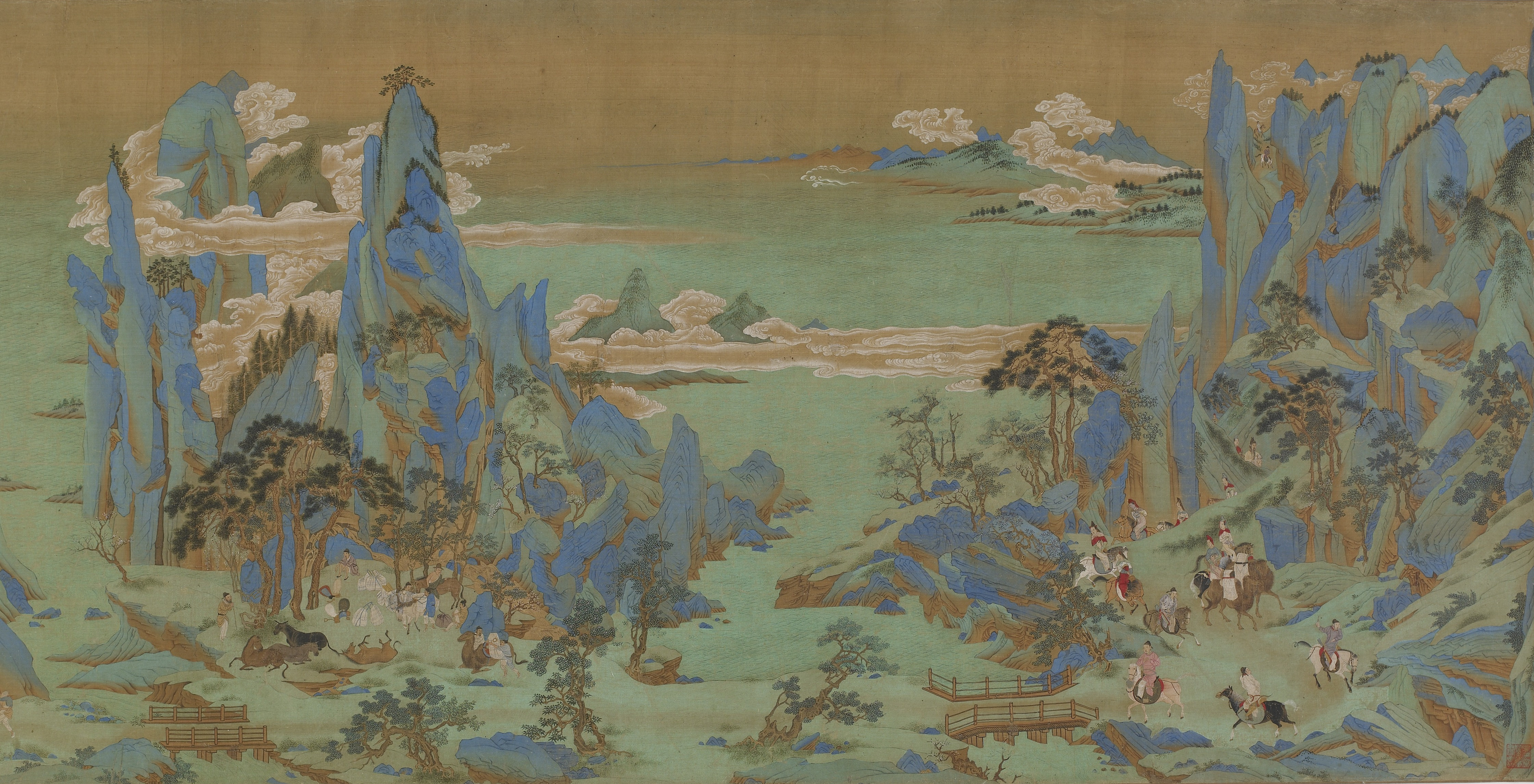
Putování císaře Ming-chuanga do S’-čchuanu, pozdně mingská kopie díla Čchiou Jinga (1494–1552)

Říše Ming (čínsky: znaky tradiční 明國, zjednodušené 明国, pinyin Míng Guó, český přepis Ming Kuo), plným názvem Říše Velká Ming (čínsky: znaky zjednodušené 大明国, tradiční 大明國, pinyin Dà Míng Guó, český přepis Ta Ming Kuo; také anachronicky čínsky: znaky zjednodušené 大明帝国, tradiční 大明帝國, pinyin Dà Míng Dìguó, český přepis Ta Ming Tikuo) byl čínský stát nazvaný podle vládnoucí dynastie Ming (čínsky: znaky 明朝, pinyin Míng Cháo, český přepis Ming Čchao). Říše byla založena roku 1368 vyhnáním mongolské dynastie Jüan. Bývá považována za „jedno z největších období řádné vlády a sociální stability v historii lidstva,“ kdy čínská civilizace měla vysokou úroveň a začínala vytvářet kapitalismus. Mingové byli poslední čínskou národní (tj. chanskou) dynastií, vládnoucí Číně po tři století. Následovala je mandžuská dynastie Čching.
Mingské hlavní město Peking roku 1644 padlo s celou severní Čínou do rukou Mandžuů, ale jižní část země zůstala ještě 17 let (do roku 1661) pod kontrolou Číňanů (Chanů). Tyto pozdní mingské režimy jižní Číny se označují Jižní Ming.
Zakladatel mingského státu a dynastie císař Chung-wu (vládl 1368–1398) se pokusil vybudovat společnost soběstačných zemědělských komunit ve stabilním systému vztahů, který by komerční život a obchod ve městech omezil na minimum. Soukromý sektor pozemkových panství se dlouhotrvajícími válkami zmenšil na jednu třetinu veškeré obdělávané půdy, zatímco státní vlastnictví půdy rostlo. Vznikl tak státní přídělový systém, byť formálně nevyhlášený. Přísně centralizovaná státní správa se snažila řídit všechny oblasti života. Znovuvybudování Číny na zemědělské základně a zkvalitnění komunikací pomocí vojenské kurýrní sítě přineslo nezamýšlený důsledek – vznik trhů podél obnovených cest a pronikání městských trendů na venkov. Takzvaná džentry, třída vzdělaných statkářů obsazujících úřední posty, byla ovlivněna novou, konzumně orientovanou kulturou. Mezi vzdělané úřednictvo začaly pronikat obchodnické rodiny, které přebíraly zvyklosti typické pro džentry. Paralelně probíhaly změny v sociální a politické filozofii, správních institucích a také v umění a literatuře.
Říše Mingů měla velké námořní loďstvo a stálou armádu, jejíž celková početnost kolísala mezi jedním a čtyřmi milióny vojáků. Plavby admirála Čeng Chea překonaly veškeré minulé expedice a dosáhly východní Afriky. Vláda uskutečnila obrovská stavební díla včetně obnovení Velkého kanálu, Velké čínské zdi a výstavby Zakázaného města v Pekingu v první čtvrtině 15. století. Populace mingské Číny vzrostla z počátečních více než 60 miliónů na maximum 160–200 miliónů obyvatel počátkem 17. století. V posledních desetiletích vlády dynastie však lidí značně ubylo následkem epidemií, hladomorů a válek.
V 16. století ekonomiku mingské Číny stimuloval obchod s Portugalci, Španěly a Nizozemci. Čína se zapojila do globální výměny zboží, rostlin, zvířat a potravin (nazývané kolumbovská výměna) v roli centra světové ekonomiky. Vývoz zboží do Evropy a Japonska přinesl Číně značné množství stříbra, které v roli všeobecného platidla nahradilo měděné a papírové peníze. V posledních desetiletích mingské vlády se přítok stříbra do Číny výrazně snížil a poklesla i zemědělská produkce kvůli nástupu malé doby ledové, přírodních katastrof a epidemií. Zároveň se od druhé poloviny 16. století ve státním aparátu projevily příznaky rozkladu a k počátku 17. století už byl zcela prosáklý korupcí. Císaři se málo zajímali o politiku a nejvyšší moc byla v rukách jejich početného okolí (příbuzných, eunuchů a vysokých úředníků). Krize zasáhla také vztahy na vesnici: po úplné privatizaci pozemků činovníky vládního aparátu státní sektor prakticky zmizel. Pokles životní úrovně obyvatelstva a autority vlády vedl povstalce jako byl Li C’-čcheng k odmítnutí legitimity dynastie.
Slabost říše využil nedlouho předtím zkonsolidovaný stát Mandžuů k útoku na Čínu. Po pádu hlavního města a sebevraždě císaře Čchung-čena místní správní a vojenští představitelé stále ještě ovládající Nanking, Fu-ťien, Kuang-tung, Šan-si a Jün-nan nebyli schopni zkoordinovat své akce, a do roku 1661 jeden po druhém podlehli mandžuskému tlaku. Poslední mingský císař Jung-li uprchl do Barmy, ale už začátkem roku 1662 ho zajali a zabili čchingští vojáci. Jeden z mingských vojevůdců Čeng Čcheng-kung pochopil bezperspektivnost boje s Mandžuy na pevnině a v letech 1661–1662 vyhnal Nizozemce z Tchaj-wanu. Na části ostrova vládli jeho potomci až do roku 1683, kdy království Čengů dobyli Mandžuové.

## Vznik dynastie
Původem mongolská dynastie Jüan (1271–1368) vládla v Číně do příchodu dynastie Ming. Nespokojenost s ní vyvolala mezi jiným diskriminace domácího obyvatelstva – Číňanů (přesněji Chanů), zejména z jihočínských oblastí. Nespokojenost rostla i kvůli tvrdému daňovému útlaku a katastrofálním záplavám v povodí Žluté řeky, způsobeným nedostatečností protipovodňových opatření. V důsledku toho upadla výroba i zemědělství a stovky tisíc rolníků, násilně sehnaných k opravám hrází na Žluté řece, povstaly.

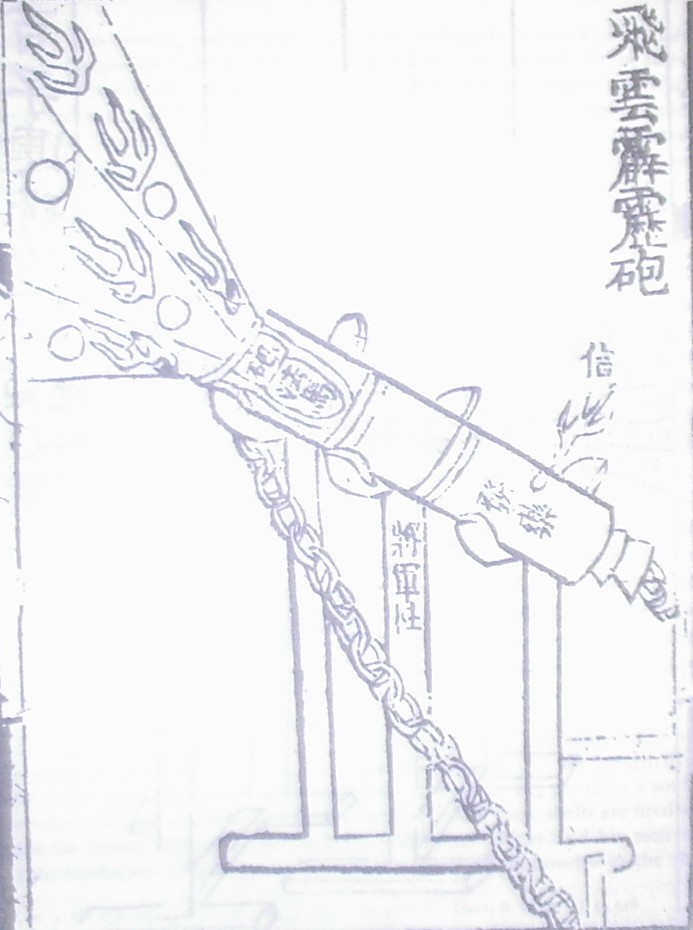
Zobrazení děla (Chuo-lung-ťing, před r. 1375)

Takzvané povstání rudých turbanů organizovali členové Bílého lotosu – tajného buddhistického bratrstva. Mezi povstalci záhy vynikl Ču Jüan-čang, narozený jako syn obyčejného rolníka, po smrti rodičů buddhistický mnich, připojivší se roku 1352 k Rudým turbanům. Zpočátku řadový bojovník postupně získal značnou autoritu, zvláště po svatbě s adoptivní dcerou jednoho z vůdců povstání. Roku 1356 armáda pod jeho velením (takzvaný „Zelený les“) dobyla Nanking, pozdější hlavní město mingské říše.
Ču Jüan-čang upevnil svou moc na jihu země, když porazil svého hlavního soupeře, dalšího povstaleckého vůdce Čchen Jou-lianga v bitvě na jezeře Pcho-jang roku 1363. Později, poté, co se v řece Jang-c’-ťiang utopil vůdce Rudých turbanů Chan Lin-er, přestal Ču Jüan-čang skrývat své císařské ambice a s novým rokem 1368 vyhlásil dynastii a nový stát – Ming. Vzápětí poslal svá vojska do útoku proti hlavnímu městu jüanských vládců Ta-tu (Chánbalyk, dnešní Peking), poslední císař dynastie Jüan Togon Temür uprchl na sever, a tak Ču pouze do základů zničil paláce předešlé dynastie. Město bylo téhož roku přejmenováno na Pej-pching.
Ču zavrhl tradiční princip, podle kterého vládnoucí dynastie dostávala název podle oblasti, ze které pocházel její první panovník, a následoval mongolský vzor povznášejícího titulu – vybral pro novou dynastii jméno Ming (明), „Jasná“. Za název éry a heslo své vlády Ču určil „Chung-wu“ – „Nesmírná bojovnost“ (protože během své vlády vyhlásil pouze jednu éru, je jejím názvem označován i sám císař). Ve snaze o likvidaci jakékoli nezávislé moci v zemi se postavil proti Bílému lotosu, začal popírat jeho zásluhy na vyhnání Mongolů a poté, co se stal císařem, krutě potlačoval náboženskou opozici své vlády.

## Země a lidé

### Země
Mingská Čína zahrnovala rozsáhlá území s výraznými geografickými i klimatickými odlišnostmi. Snad nejdůležitější byl protiklad severu a jihu.

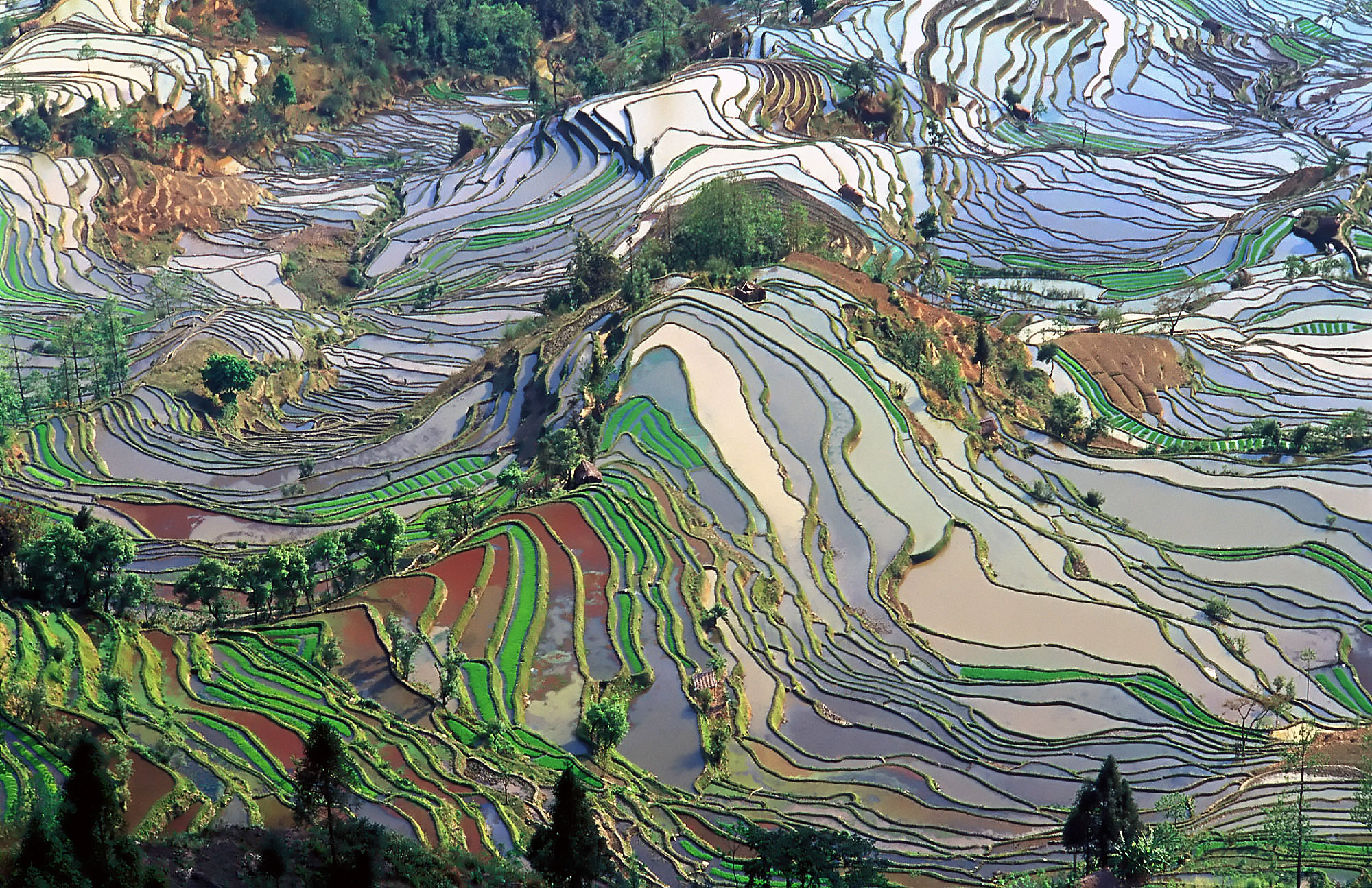
Terasová rýžová pole v provincii Jün-nan

Značnou část ploch severu říše zaujímala Velká čínská nížina, rozsáhlá odlesněná rovinná pláň protkaná řekami, pokrytá poli osetými pšenicí a prosem, s vesnicemi a městečky rozptýlenými mezi poli. Na jih od řeky Chuaj byla hlavní potravinovou plodinou rýže; rýžové oblasti jsou zcela odlišné od pšeničných – po většinu roku jsou pole zaplavena vodou, v hornatých oblastech s typickými terasami. Pěstování rýže mělo rovněž výrazně větší nároky na pracovní sílu – pěstování sazenic, sázení, pletí i sklizeň byla zcela ruční, tažná zvířata se používala pouze při orbě. Při dostatku až přebytku pracovní síly a nedostatku půdy bylo intenzívní ruční obdělávání země nejefektivnější formou zemědělství; hustá populace současně umožňovala i vyžadovala tento způsob zemědělské produkce.
V početných jezerech a rybnících jihu Číňané chovali ryby a kachny. Hlavně na jih od řeky Jang-c’-ťiang se pěstoval čajovník a také morušovník, umožňující produkci hedvábí. Ještě jižněji se rozkládaly plantáže cukrové třtiny a citrusů. Bezzemci na pobřeží od Fu-ťienu k Šan-tungu pálili ulity mlžů na vápno, vyráběli hrnce, pletli koše a rohože. Ve vnitrozemí v dosud neosídlených horách káceli stromy na dřevo nebo k výrobě dřevěného uhlí a obdělávali získanou půdu. Na horách jihovýchodu se pěstoval bambus, používaný jako stavební materiál. Zatímco jihu přinášely monzuny dostatek srážek, sever byl výrazně sušší a deště z roku na rok kolísaly až o 30 %. Kratší vegetační doba na severu umožňovala pouze jednu sklizeň v roce, zatímco na jihu dozrála úroda rýže v jednom roce dvakrát nebo i třikrát. Proto byl sever více ohrožen neúrodou a hladomory.
Na severu země byly základními dopravními prostředky relativně pomalý povoz a kůň, kdežto na jihu množství kanálů, řek a jezer umožňovalo levné a rychlé cestování a přepravu zboží čluny. Zatímco jih byl charakteristický bohatými statkáři, pronajímajícími půdu pachtýřům, severně od řeky Chuaj v chladnějším klimatu existovala spíše drobná hospodářství, nevynášející o mnoho více, než bylo nutné pro holé živobytí.

### Obyvatelstvo
Základní společenskou jednotkou čínského venkova nebyla vesnice (průměrně 75 rodin), ale komplex trhového městečka (něco přes 100 rodin) a zhruba dvaceti vesnic v okruhu cca 4 km. V těchto malých, snadno dosažitelných trhových městečkách se odehrávala většina společenského života venkovanů. Zde se vesničané dozvídali novinky, domlouvali svatby, slavili svátky, na periodických trzích (termíny trhů v sousedních městečkách byly sladěné a obchodníci se pravidelně přesunovali po kraji) nakupovali a prodávali vše potřebné, navštěvovali kočovné divadlo, odevzdávali daně, zde stály základní školy a distribuovaly se rezervy v případě hladomoru.

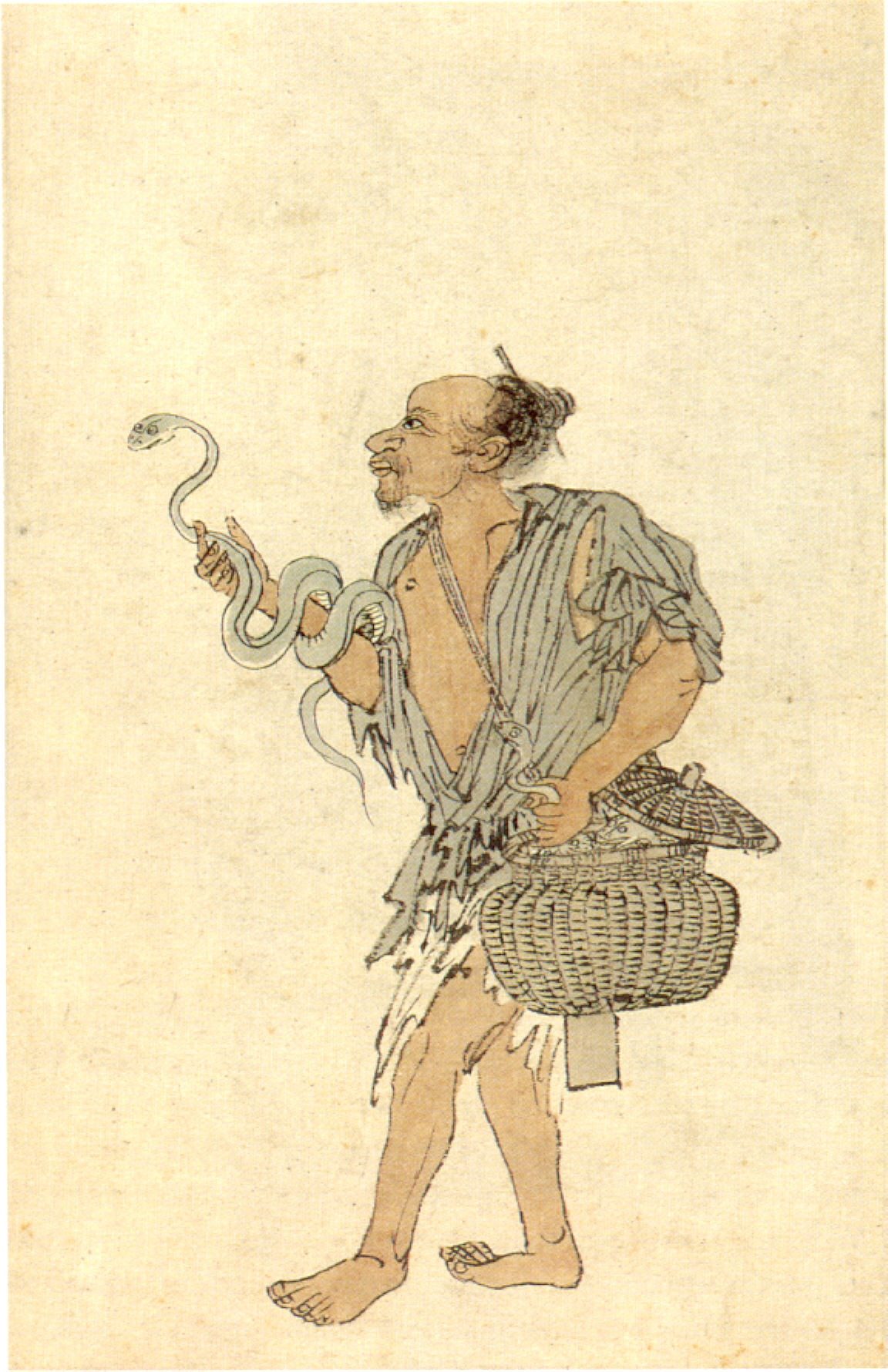
Detail obrazu Nešťastníci, autor Čou Čchen, 1516

Místní komunity byly postupně – v trendu trvajícím už od dynastie Sung – méně izolované a vzdálenosti mezi tržními městy se snižovaly. Počty a velikost filozofických škol, náboženských sdružení a jiných skupin rostly s rozšiřováním kontaktů mezi vzdělanci a místními obyvateli. Americký historik Jonathan Spence píše, že rozdíl mezi městským a venkovským životem se v mingské Číně stíral, zemědělská hospodářství byla totiž rozmístěna v bezprostřední blízkosti měst a někdy dokonce i uvnitř hradeb. Navíc se znepřehledňovalo i tradiční rozdělení společnosti na čtyři třídy tím, jak řemeslníci sezónně pracovali v zemědělství a rolníci v obdobích hladu odcházeli do měst.
Nová generace následovala otcovské povolání nebo si volila jiné. Vedle zemědělců existovali například kováři, ševci, výrobci pečetí, zastavárníci, bankéři organizující finanční operace, truhláři a výrobci rakví, krejčí, kuchaři a výrobci nudlí, podomní prodejci, provozovatelé hostinců, čajoven a vináren. Každé město mělo též nevěstince, kde působili prostitutky i prostituti. Druzí byli vzácnější a dražší, vztah s chlapci byl v pozdním mingském období módním znakem příslušnosti k elitě společnosti, i kvůli okázalému překračování oficiální sexuální morálky. Ve srovnání s předcházejícím obdobím se rozšířily veřejné lázně. Ve městech se prodávaly papírové peníze, nabízené jako oběť předkům, luxusní zboží, módní druhy klobouků a oděvů, čaje a další.
Dosud neexistuje shoda o počtu obyvatel mingské Číny. Údaje ze zpráv okresních úřadů o počtu obyvatel jsou považovány za odpovídající pouze pro první sčítání z roku 1381. Jelikož se podle úředně zjištěného počtu lidí rozvrhovaly daně na domácnosti, lidé se vyhýbali hlášení nových členů rodiny, zejména dívek. To vedlo k výsledkům jako bylo hlášení okresu Suej-si v provincii Kuang-tung z roku 1614, ve kterém je uvedeno 15 079 mužů, ale pouze 3780 žen. Ve stále rostoucím rozporu s realitou tak podle úředních záznamů počet obyvatel stagnoval. Vláda se pokoušela rozvrhnout daně počítáním pouze domácností, přičemž počet obyvatel odhadovala na základě předpokládané početnosti domácnosti, ale získat spolehlivé údaje se jí nepodařilo.
Tak roku 1381 sčítání přineslo údaj 59 873 305 lidí, následující sčítání roku 1391 ale skončilo počtem obyvatel o tři milióny nižším. Snaha vyhnout se registraci v seznamu se trestala smrtí, ale ani to vládě nepomohlo k zisku spolehlivých údajů. Přesuny lidí byly přes všechny pokusy Chung-wua o omezení mobility obyvatelstva příliš četné a nekontrolovatelné. Roku 1393 se vláda po dvou letech úprav a zpřesňování zjevně nevěrohodného výsledku z roku 1391 nakonec spokojila s počtem 60 545 812 obyvatel. Ve své práci Studies on the Population of China Ho Ping-ti předpokládá k roku 1393 něco přes 65 miliónů obyvatel vzhledem k nezapočtení obyvatelstva částí severní Číny a pohraničí. Další úřední sčítání uváděla 51 až 62 miliónů obyvatel, přestože reálně populace rostla. Císař Chung-č’ (vládl 1487–1505) k situaci poznamenal, že „s faktickým přírůstkem poddaných klesá počet registrovaných osob“. Americký historik William Atwell odhaduje počet obyvatel Číny kolem roku 1400 na 90 miliónů lidí.
Historici se ve snaze získat širší údaje o populačním růstu nejnověji obrátili k místním kronikám. Timothy Brook na základě jejich analýzy předpokládá v éře Čcheng-chua (1464–1487) 75 miliónů obyvatel oproti 62 miliónům v úředních záznamech. Současně s oficiálními hlášeními přednostů okresů a prefektur o stagnaci či úbytku obyvatelstva popisovaly kroniky sestavované stejnými úřady ohromný přírůstek lidí, pro které nebyl dostatek půdy a byli nuceni si hledat živobytí jako obchodníci či lupiči (povolání považovaná konfuciánskými sestaviteli kronik za morálně rovnocenná) nebo nádeníci. V érách Chung-č’ a Čeng-te vláda snížila tresty úředně nehlášeným osobám, císař Ťia-ťing (vládl 1521–1567) nakonec rezignoval a přikázal místním úřadům migranty nevracet a netrestat, ale registrovat v daňových soupisech míst, kde skutečně žili.
Ani tato reforma, jejímž cílem bylo získání přehledu o pohybujících se nádenících, dělnících a obchodnících, neuspěla. A tak v období pozdní dynastie Ming soupisy obyvatel stejně jako dříve nezachycovaly reálný stav osídlení země. Editoři místních kronik si to uvědomovali a usuzovali na ztrojnásobení, někteří i zpětinásobení počtu obyvatel od roku 1368. Moderní historici se v otázce počtu obyvatel Číny v první polovině 17. století značně rozcházejí. Podle výpočtů Johna Fairbanka měla Čína koncem mingské éry 160 miliónů obyvatel, Brook píše o 175 miliónech, a Patricia Ebreyová uvádí údaj 200 miliónů. Přírůstek obyvatelstva možná nebyl tak vysoký, jak předpokládají výše uvedení historici, nicméně dostatečně silný, aby i po poklesu počtu obyvatel o šestinu až čtvrtinu v souvislosti rolnickými povstáními, epidemiemi a mandžuským vpádem bylo patnáct let po pádu dynastie Ming v novém cenzu napočteno přibližně 105 miliónů obyvatel.

## Společnost a kultura